# Beth Whittall
Elizabeth Whittall (Montreal, 26 de mayo de 1936 – Hudson (Quebec), 1 de mayo de 2015) fue una nadadora canadiense.
Cuando tenía 17 años, Whittall ganó la medalla de plata en los Juegos de la Mancomunidad de 1954 como miembro del equipo de relevos de los 4×100 libres con el equipo canadiense. Mientas estudiaba farmacia en la Universidad Purdue, Whittall ganó dos oros en los Juegos Panamericanos de 1955 en Ciudad de México (100 mariposa y 400 libres) y una plata formando parte del equipo canadiense en los 4x400 estilos. Al final de ese mismo año, batió cinco récords canadienses, incluyendo los 100 mariposa y los 1500 metros. Acabó secta en la prueba de los 100 mariposa de los Juegos Olímpicos de Melbourne 1956 y se retiró al año siguiente.
En 1987, a la edad de 50, Whittall estableció un nuevo récord canadiense en los 200 libres sénior para las edades de 50 a 54 años.
Whittall murió el 1 de mayo de 2015, a la edad de 78 años, y fue incluida en el Salón de la Fama Olímpica Canadiense el 17 de junio de 2015.